# Dom zu Kalmar

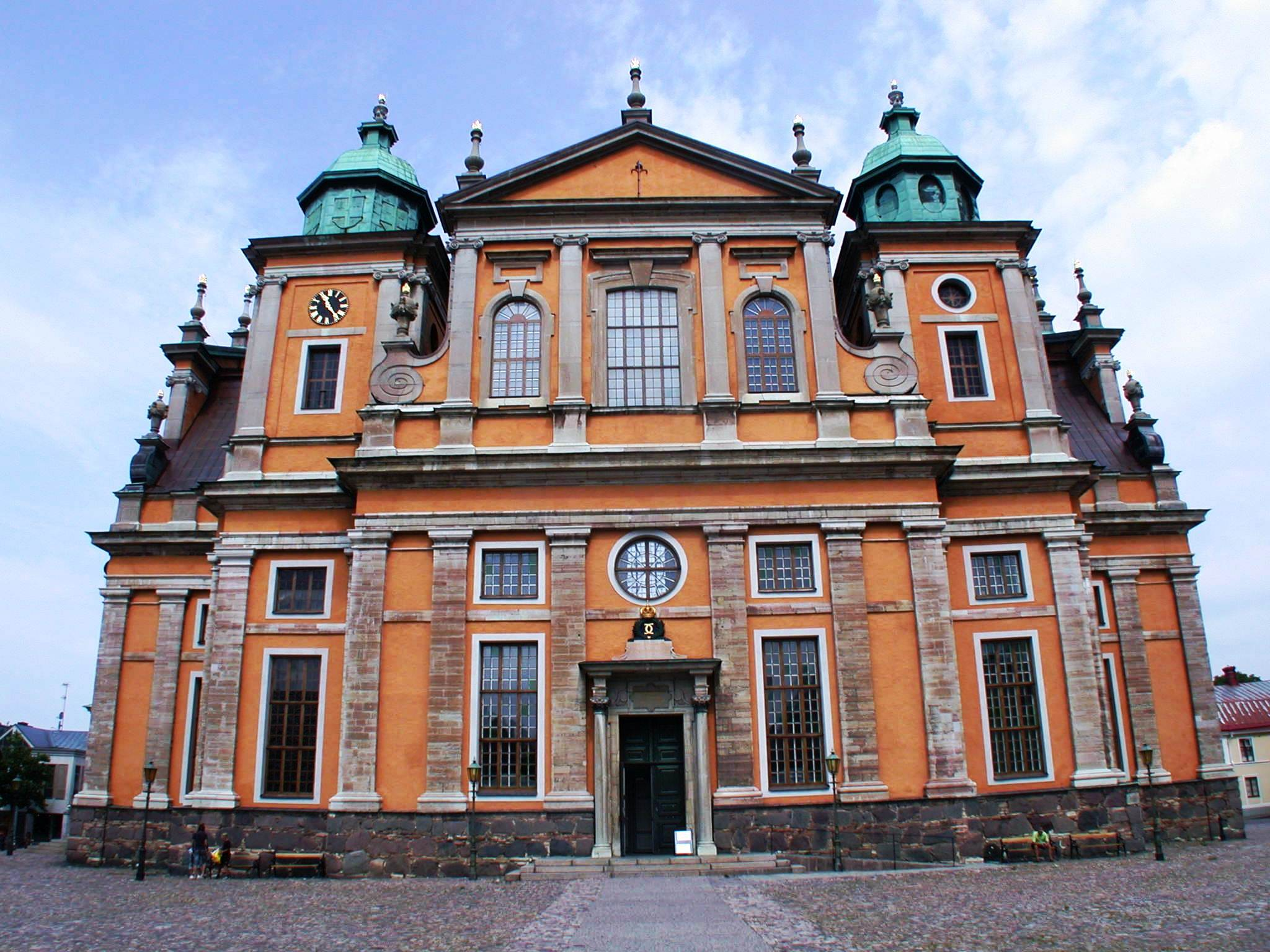
Der Dom zu Kalmar

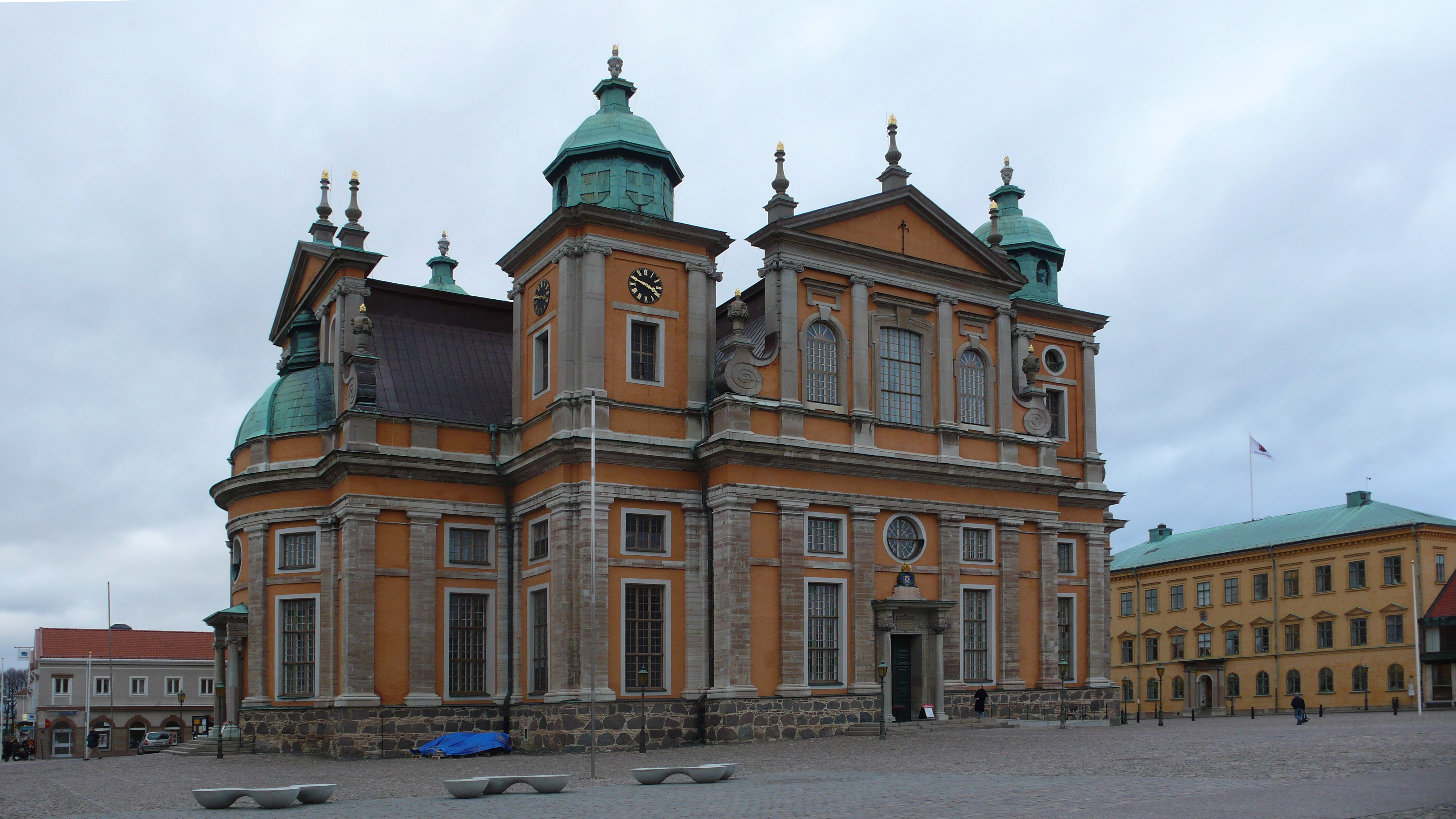

Der Dom zu Kalmar ist ein Kirchengebäude in der südschwedischen Stadt Kalmar. Er wurde zwischen 1660 und 1699 nach Plänen des Architekten Nicodemus Tessin d. Ä. erbaut.

## Geschichte
In der Mitte des 17. Jahrhunderts wurde die Stadt Kalmar aus befestigungstechnischen Gründen auf die Insel Kvarnholmen verlegt. Die Stadt wurde nach einem regelmäßigen, rechtwinkeligen Grundriss angelegt, dessen Zentrum der (Haupt-)Platz (Stortorget) mit dem neugebauten Dom bildete. 
Unter König Karl X. Gustav wurde 1660 mit dem Bau begonnen. Nach seinem Tod führte König Karl XI. den Bau fort; König Karl XII. weihte ihn 1703 schließlich ein.

## Baugestaltung
Der Dom als Hauptkirche des lutherischen Stifts Kalmar (hier gleichbedeutend mit Bistum bzw. Superintendentur) wurde nach Plänen des führenden schwedischen Architekten der Zeit, Nicodemus Tessin d. Ä., konzipiert. Er ist ein Zentralbau in Kreuzform mit Apsiden im Osten und Westen sowie vier Türmen in den inneren Ecken des Kreuzes. Die breite Front ist dem breit angelegten Markt angepasst.
Der Barockbau ist eine Synthese aus jesuitisch geprägten und protestantischen Ideen des Kirchenbaus.
Im Gegensatz zu zahlreichen anderen Barockkirchen hat der Kalmarer Dom keine Kuppel. Ursprünglich sollte die Mittelpartie mit einer niedrigen Kuppel versehen werden. Umbaupläne im 19. Jahrhundert, die eine höhere Kuppel vorsahen, wurden nicht verwirklicht. 
Der Gewölbebogen in der Kreuzmitte ist 23 Meter hoch.

## Ausstattung

### Altar

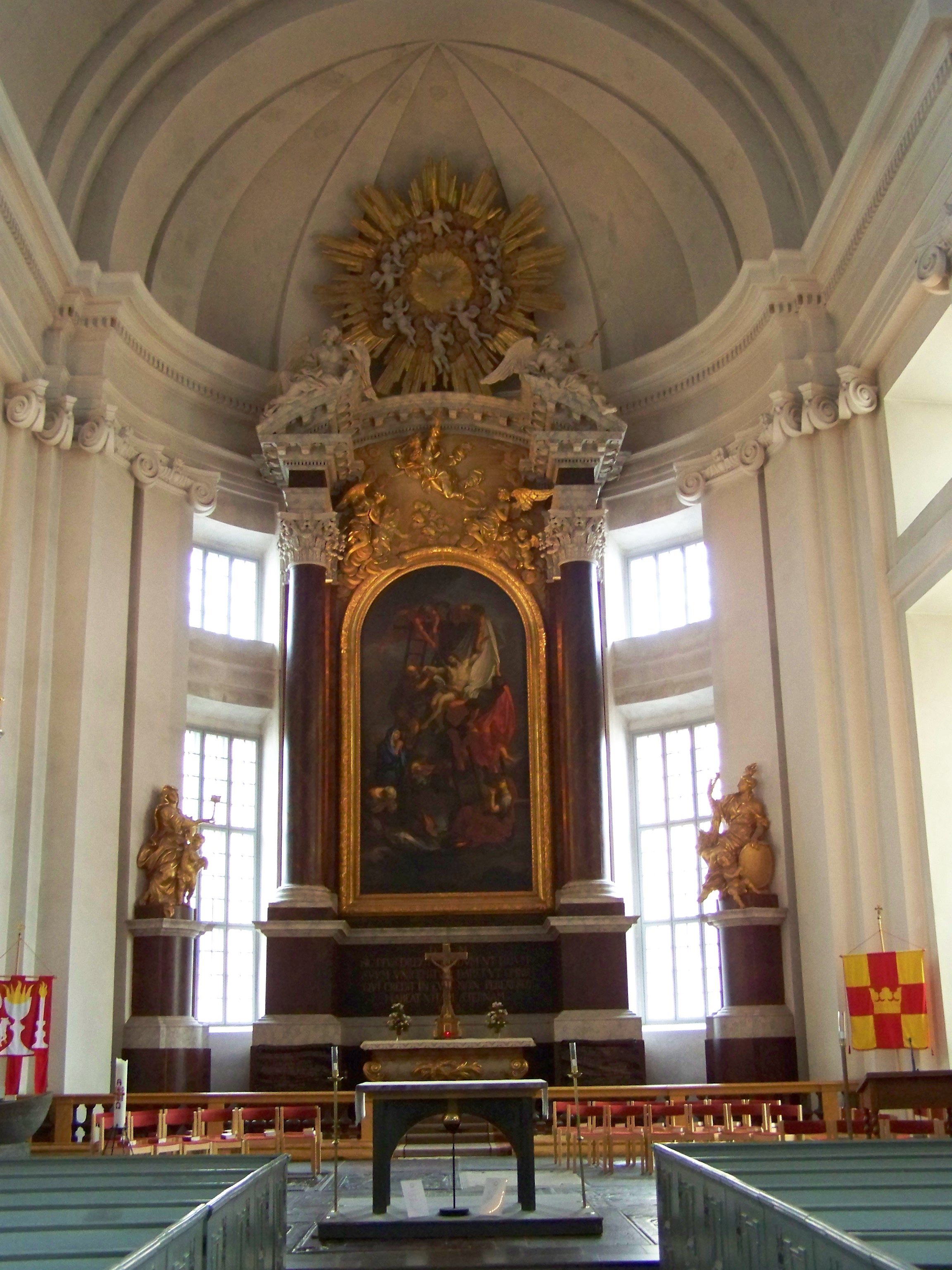
Altar

Sehenswert ist der barocke Hochaltar, der 1712 nach Plänen Nicodemus Tessins d. J., die dieser 1704 entworfen hatte, geschaffen wurde. Dieser vollendete damit das Werk seines Vaters. In der Korona ist eine den Heiligen Geist symbolisierende Taube zu sehen. Unter dieser ist eine Szene der Schöpfungsgeschichte dargestellt: Gott trennt das Dunkel vom Licht.
Der Altaraufsatz wurde von Caspar Schröder geschaffen. Das Altarbild stammt wahrscheinlich von David von Krafft und zeigt die Kreuzabnahme Christi.
Die lateinische Inschrift über dem Altartisch stammt aus dem Johannesevangelium (Johannes 3,16 ). Der Tisch hat die Form eines Sarkophags; an der Vorderseite sind Siegeszeichen (Lorbeerkranz, Palmenzweige) angebracht. Das Kruzifix auf dem Altartisch ist in italienischem Barockstil gefertigt. Es wurde der Domkirche 1930 geschenkt.
Dem Altar zur Seite stehen aus dem 18. Jahrhundert stammende Skulpturen: Links der Glaube (mit Kreuz und Becher) und rechts die Gnade (mit Füllhorn und der Flamme des Pfingstwunders).

### Kanzel

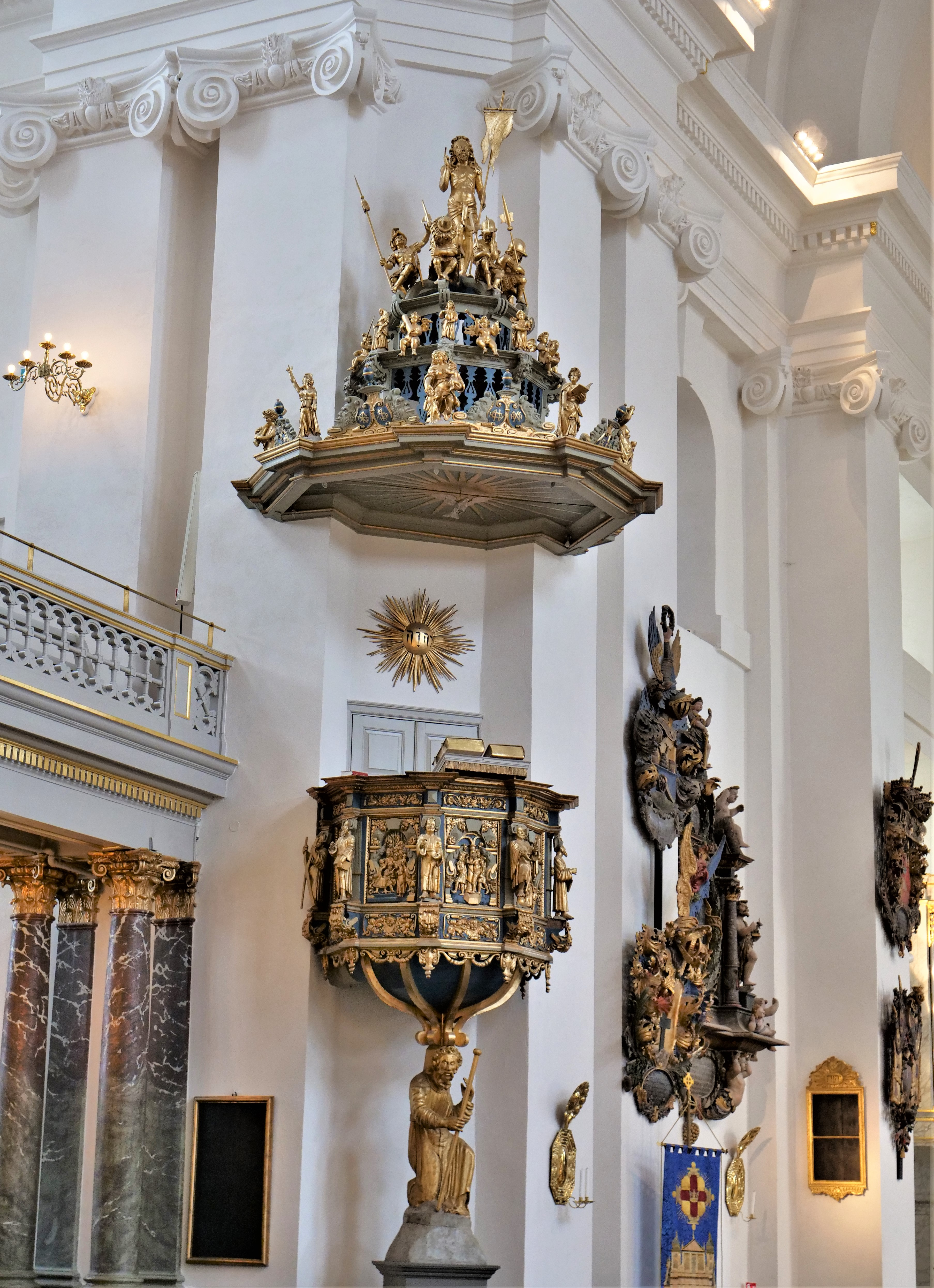
Kanzel

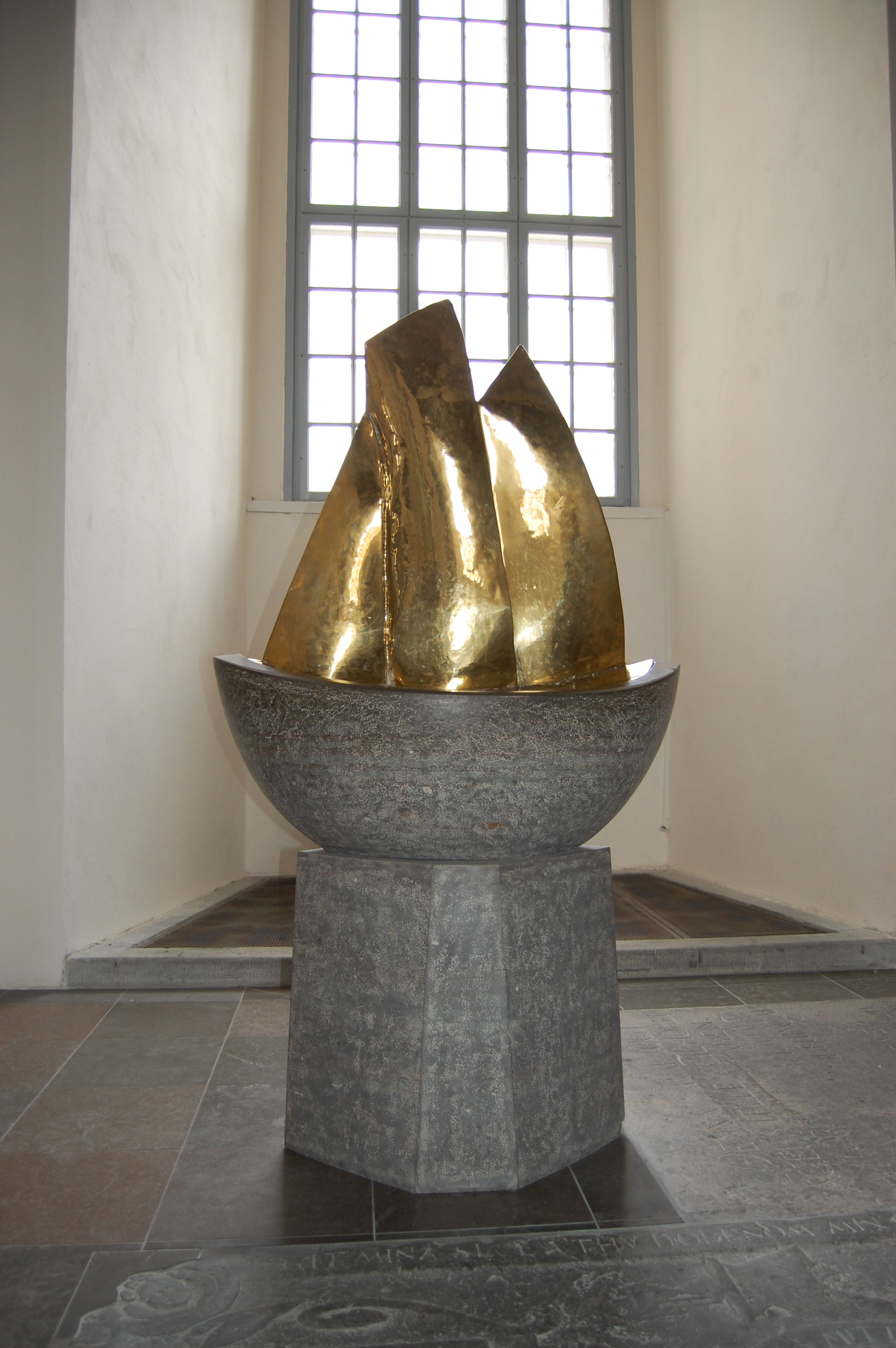
Taufstein

Die Kanzel wurde Mitte des 17. Jahrhunderts von Baltazar Hoppenstedt gefertigt und ist der älteste Einrichtungsgegenstand des Doms. Sie wurde aus der bis in die 1670er Jahre neben dem Kalmarer Schloss befindlichen Großkirche in den Dom überführt. Die Schnitzereien zeigen den Leidensweg Christi.
Der Schalldeckel ist in drei Etagen ausgeführt und zeigt oben den Auferstandenen mit Siegesfahne und von schlafenden Soldaten umgeben. Die mittlere Etage zeigt Engel, die Folterwerkzeuge tragen; in den Ecken sind Frauen mit Ölkrügen dargestellt. Der untere Absatz zeigt einige allegorische Frauenfiguren, die u. a. die Weisheit, die Stärke und die Mutterliebe symbolisieren.
Als Kanzelträger fungiert Moses.

### Kronleuchter
In der Mitte des Domes hängt ein 1682 in Lübeck gefertigter Kronleuchter aus Erz mit 36 Armen. Er wird vom Kalmarer Wappen gekrönt.
Ebenfalls aus dem 17. Jahrhundert stammen die anderen Kronleuchter.

### Taufbecken
Das Taufbecken rechts neben dem Haupteingang besteht aus Kalkstein und besitzt die Form eines Schiffes. Es wurde von Erik Sand gefertigt.

Wandornamente
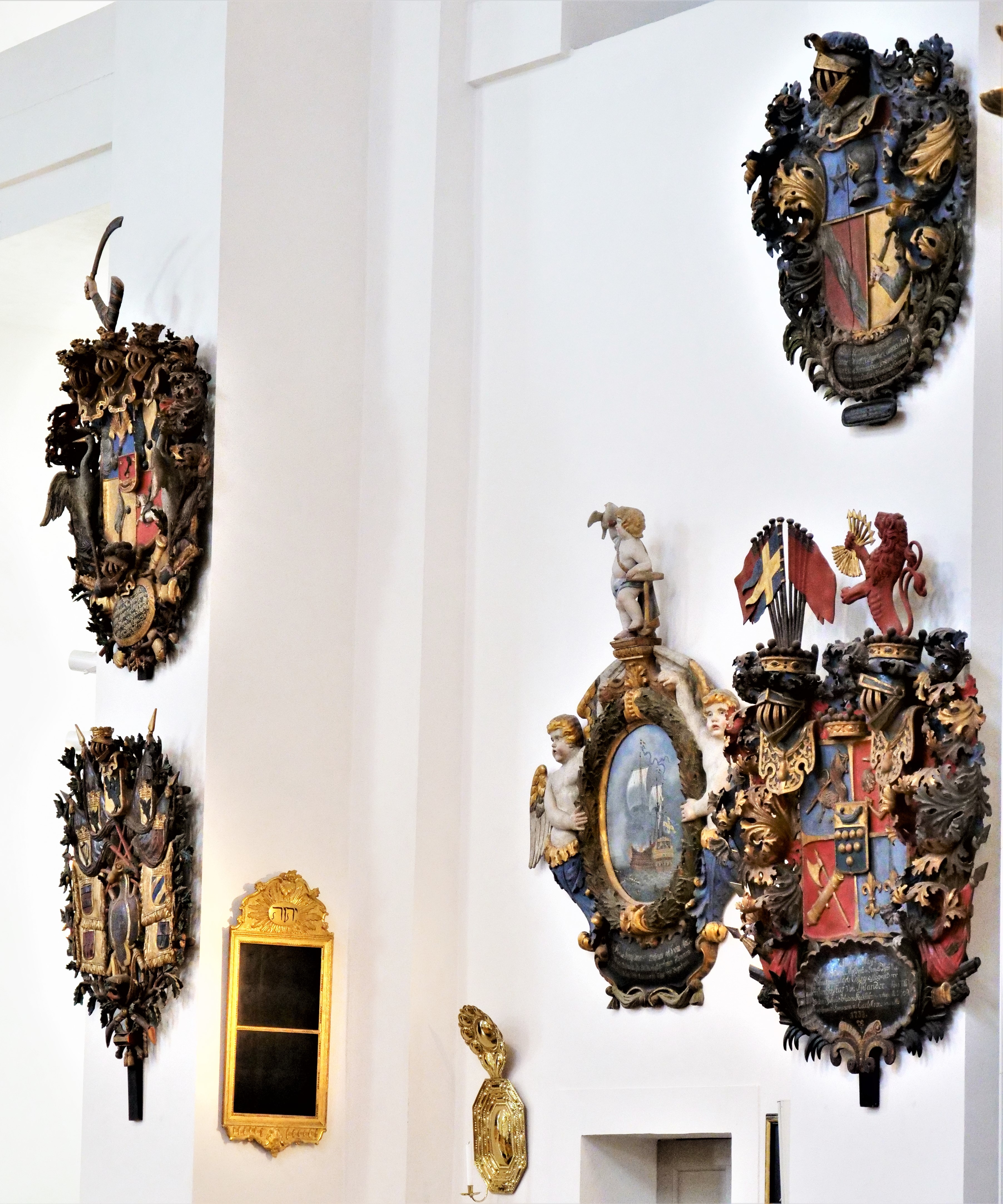
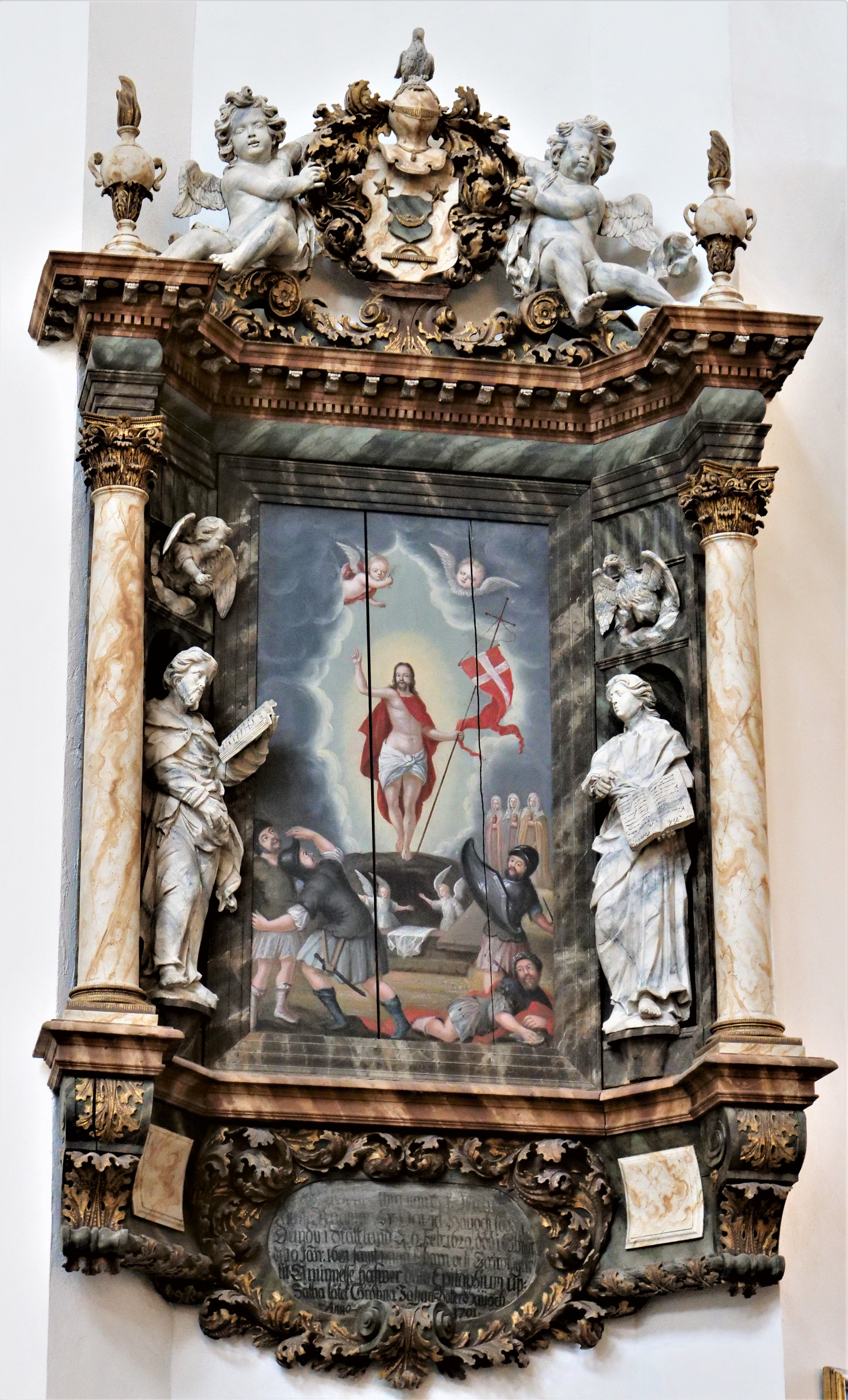
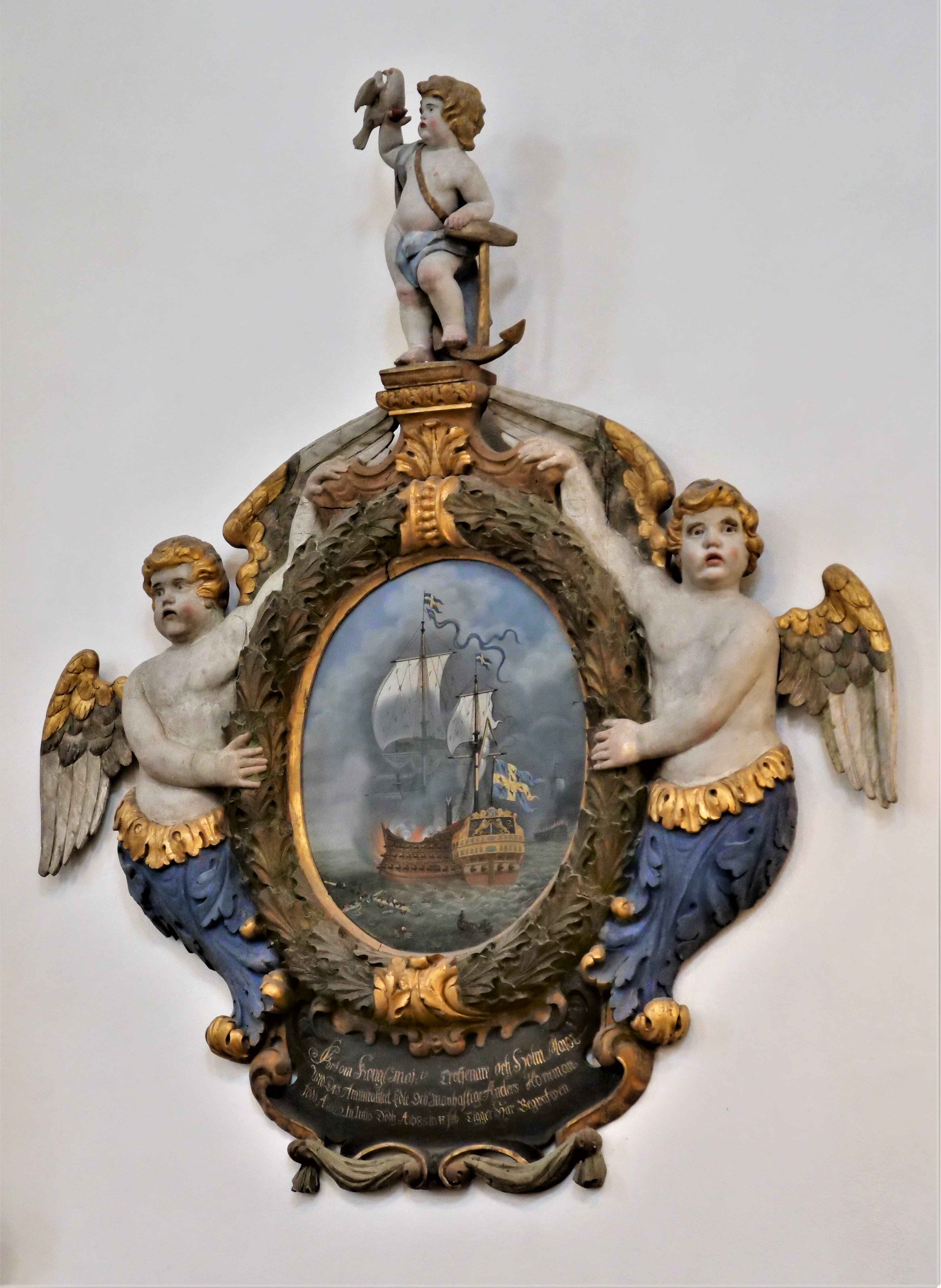
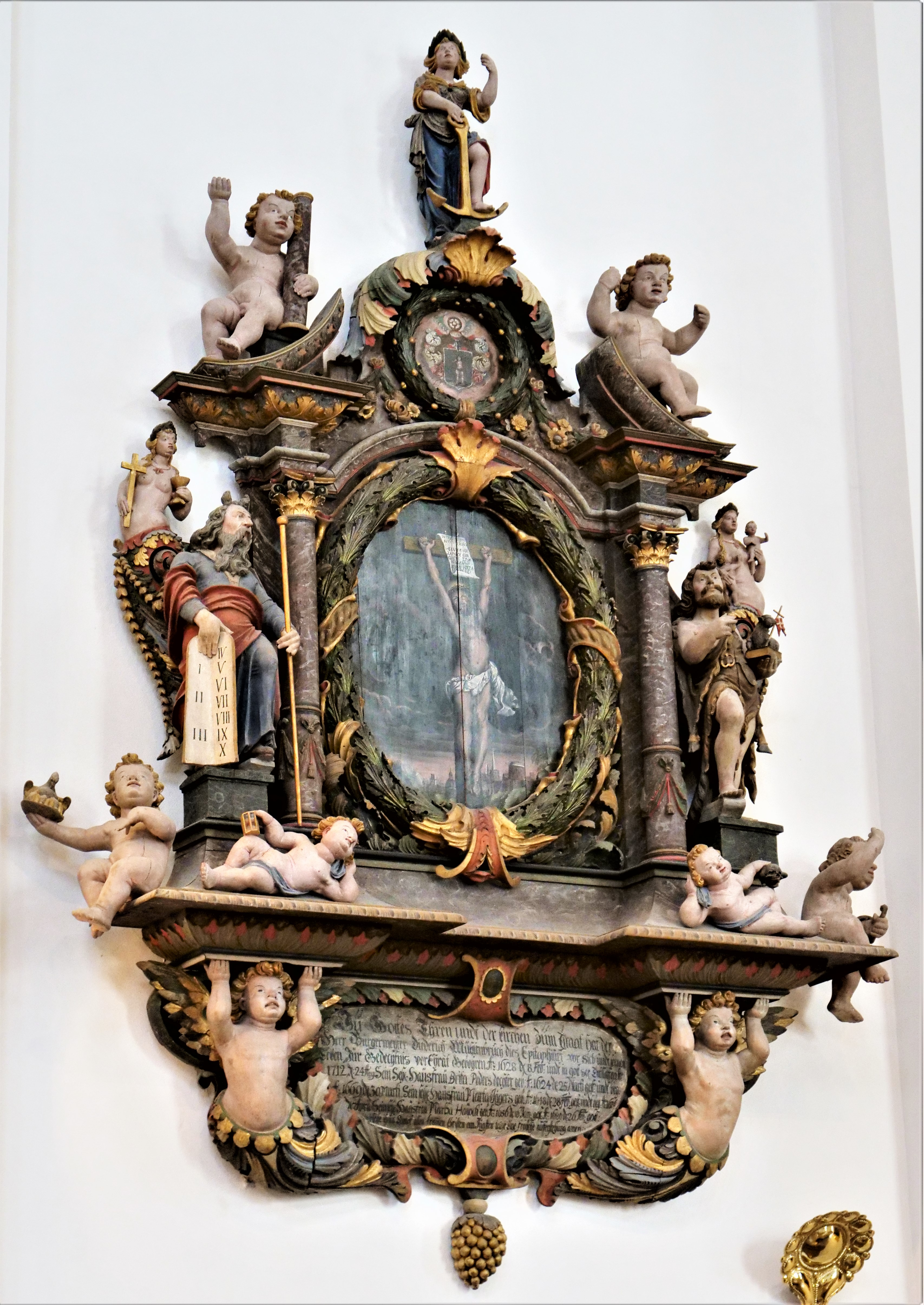

### Orgeln

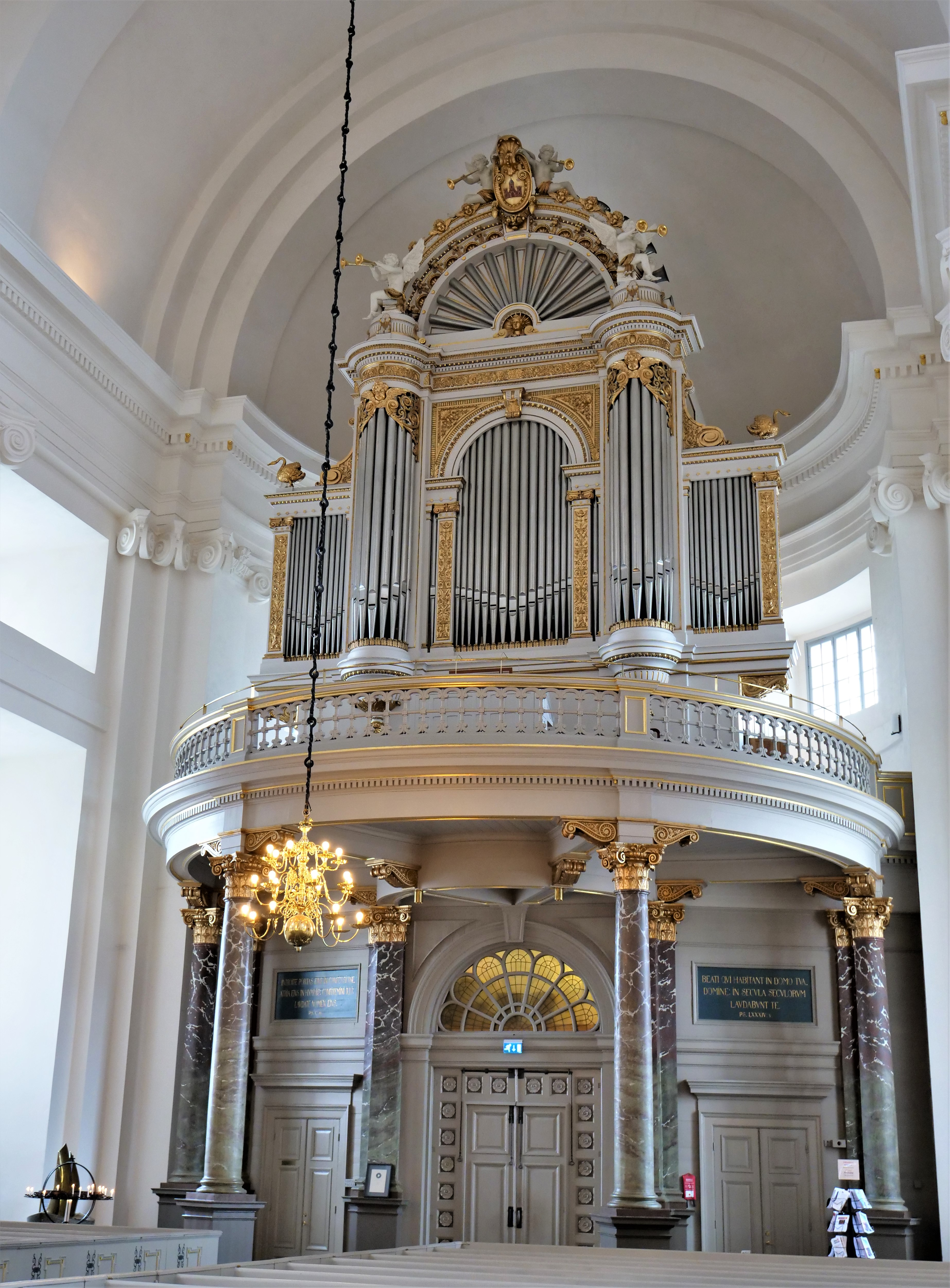
Die Hauptorgel auf der westlichen Galerie

Der Dom besitzt drei Orgeln: die große Hauptorgel, eine Chororgel mit 18 Registern und eine kleine Orgel, die im Altaraufsatz untergebracht ist. Ihre sechs Stimmen im romantischen Stil werden von einem Spieltisch an der südlichen Chorseite gespielt.

#### Hauptorgel
Auf der westlichen Galerie steht die Hauptorgel des Doms aus den 1880er-Jahren. Sie stammt von den Orgelbauern Åkerman und Lund. In den 1950er-Jahren wurde die Orgel umgebaut. Sie verfügt über 68 Stimmen auf vier Manualen und Pedal.
Disposition
| I Hauptwerk C– |     |
| Principal      | 16′ |
| Principal maj. | 8′  |
| Principal min. | 8′  |
| Flûte harm.    | 8′  |
| Borduna        | 8′  |
| Gamba          | 8′  |
| Octava         | 4′  |
| Gemshorn       | 4′  |
| Octava         | 2′  |
| Mixtur major   |     |
| Mixtur minor   |     |
| Cornett IV     |     |
| Trumpet        | 16′ |
| Trumpet        | 8′  |

| II Schwellwerk C– |       |
| Gedackt           | 16′   |
| Violinprincipal   | 8′    |
| Dubbelflöjt       | 8′    |
| Flauto amabile    | 8′    |
| Fugara            | 8′    |
| Octava            | 4′    |
| Ekoflöjt          | 4′    |
| Qvinta            | 2 ⁄3′ |
| Flageolette       | 2′    |
| Piccolo           | 1′    |
| Cor anglais       | 16′   |
| Corno             | 8′    |
| Clarinette 8′     |       |
| Tremolo           |       |

| III Schwellwerk C– |        |
| Borduna            | 16′    |
| Bassetthorn        | 8′     |
| Rörflöjt           | 8′     |
| Konsertflöjt       | 8′     |
| Violin             | 8′     |
| Salicional         | 8′     |
| Voix celeste       | 8′     |
| Octava             | 4′     |
| Flüte Octaviante   | 4′     |
| Nasard             | 2 ⁄3′  |
| Octavin            | 2′     |
| Ters               | 1 3⁄5′ |
| Mixtur IV          |        |
| Fagott             | 16′    |
| Trumpet            | 8′     |
| Oboe               | 8′     |
| Clarion            | 4′     |
| Tremolo            |        |

| IV Echowerk C–    |    |
| Qvintadena        | 8′ |
| Lieblich Gedackt  | 8′ |
| Aeolin            | 8′ |
| Tibia major       | 8′ |
| Vox angelica      | 8′ |
| Flöjt             | 4′ |
| Salicet           | 4′ |
| Flöjt             | 2′ |
| Vox humana        | 8′ |
| Corno di basetto  | 8′ |
| Tremolo (langsam) |    |
| Tremolo (schnell) |    |
| Tuba mirabilis    | 8′ |

| Pedalwerk C–       |     |
| Untersatz          | 32′ |
| Majorbass          | 16′ |
| Violon             | 16′ |
| Subbas             | 16′ |
| Ekobas (aus III)   | 16′ |
| Kvinta             | 12′ |
| Violoncell         | 8′  |
| Gedackt            | 8′  |
| Ekoflöjt (aus III) | 8′  |
| Octava             | 4′  |
| Contrabasun        | 32′ |
| Basun              | 16′ |
| Fagott (aus III)   | 16′ |
| Trumpet            | 8′  |
| Clarion (aus III)  | 4′  |

- Koppeln: II/I, III/I, IV/I, I/P, II/P, III/P, IV/P

#### Chororgel

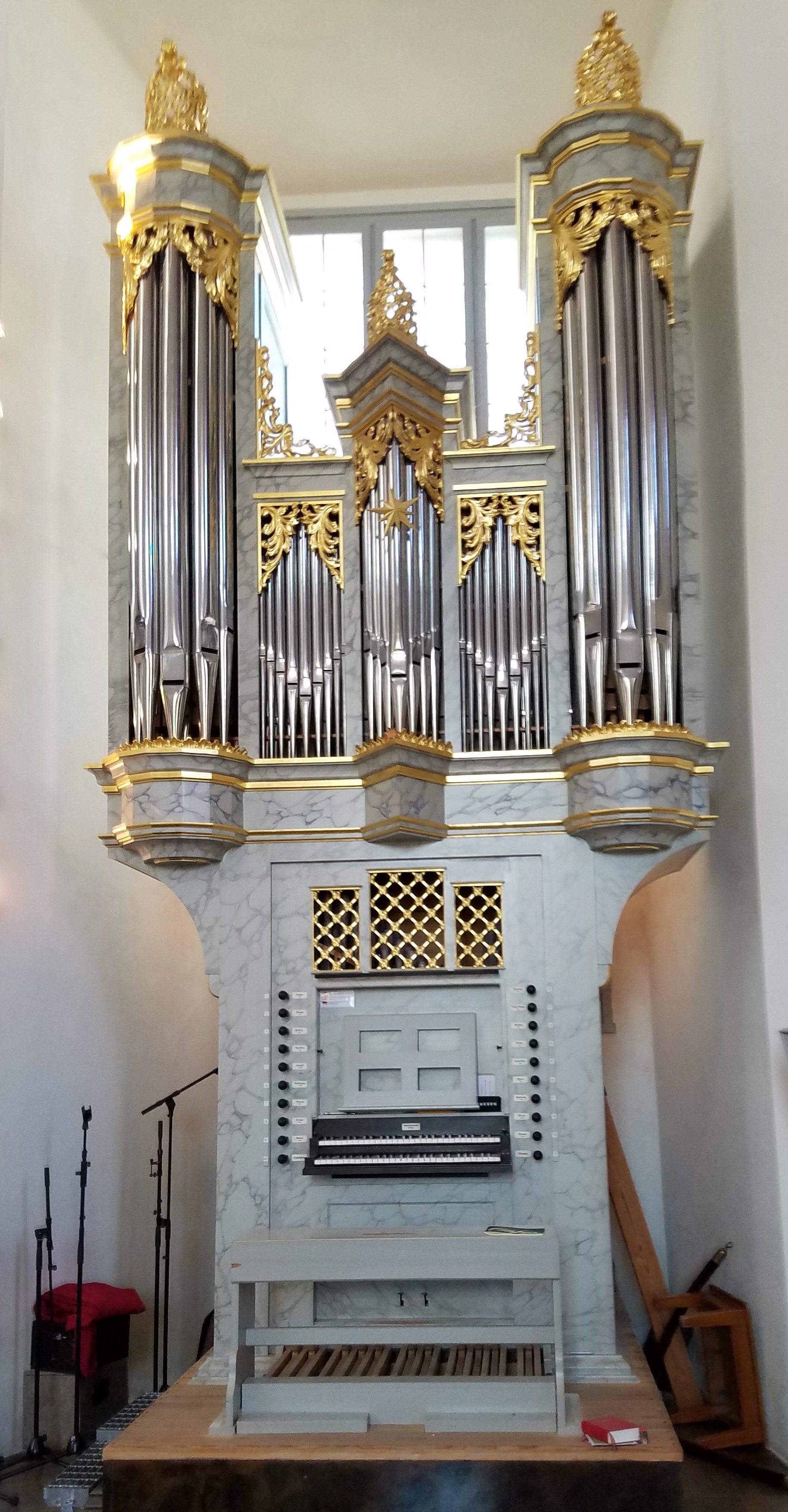
Die Chororgel (Sune Fondell)

An der linken Seite des Chores steht eine aus dem Jahr 1998 stammende Barock-Orgel aus der Werkstatt von Sune Fondell.
Disposition
| 1. Manual C–f3 |               |        |
| 1              | Gedackt       | 8'     |
| 2              | Principal     | 4'     |
| 3              | Rörfleut      | 4      |
| 4              | Kortfleut     | 2'     |
| 5              | Scharff       | 2 Chor |
| 6              | Vox Virginea  | 8'     |
| 7              | Principal     | 8'     |
| 8              | Trompet       | 8'     |
| 9              | Subbas        | 16'    |
| 10             | Cymbelstjerna |        |

| 2. Manual C–f3 |                |        |
| 11             | Principal      | 8'     |
| 12             | Viola di Gamba | 8'     |
| 13             | Spiesfleut     | 8'     |
| 14             | Octava         | 4'     |
| 15             | Traversfleut   | 4'     |
| 16             | Quinta         | 3'     |
| 17             | Superoctaca    | 2'     |
| 18             | Mixtur         | 4 Chor |
| 19             | Trompet        | 8'     |
| 20             | Tremulant      |        |

- Pedal C–d13
- Koppeln: I/P, II/P

### Sonstige Gegenstände
Im Dom befinden sich zahlreiche Grabmale und Epitaphe. Der Fußboden des Chors besteht aus Grabsteinen des 17. und 18. Jahrhunderts.

## Geläut
Der Dom verfügt über drei im 17. Jahrhundert gefertigte Kirchenglocken, die aus der Großkirche stammen.